# 卡若比
卡若比是巴西圣保罗州的一个市镇。总面积176.786平方公里，总人口9519人，人口密度53.8人/平方公里。